# Crux-la-Ville
Crux-la-Ville è un comune francese di 418 abitanti situato nel dipartimento della Nièvre nella regione della Borgogna-Franca Contea.

## Società

### Evoluzione demografica
Abitanti censiti